# Орловка (Чистоозёрный район)
Орловка — деревня в Чистоозёрном районе Новосибирской области. Входит в состав Барабо-Юдинского сельсовета.

## География
Площадь деревни — 120 гектаров.

## Население
| 2002 | 2007 | 2010 |
| ---- | ---- | ---- |
| 349  | ↘304 | ↘268 |

## Инфраструктура
В деревне по данным на 2007 год функционируют 1 учреждение здравоохранения и 1 учреждение образования.